# Miro Buljan
Miro Buljan (Zagreb) je hrvatski skladatelj zabavne glazbe i glazbeni producent.

## Životopis
Rođen je u Zagrebu. Od djetinjstva svira gitaru, te još u osnovnoj školi svira u glazbenom sastavu i piše pjesme. U 20. godini zapošljava se u tonskom studiju. Do 30. godine ubrojio se među najproduktivnije hrvatske skladatelje zabavne glazbe. Prepjevi nekih Buljanovih pjesama pojavili su se i na glazbenim ljestvicama Rusije, Rumunjske i zemalja Beneluksa.